# Очиток Моргана
Очиток Моргана (лат. Sedum morganianum) – вид суккулентных растений рода Очиток, семейства Толстянковые. Это декоративное растение часто выращивают в подвесных горшках, чтобы подчеркнуть его эффектные, длинные, свисающие побеги, покрытые мясистыми сизо-зелёными листьями.

## Ботаническое описание
Многолетнее растение с разветвлёнными побегами. Его стебли достигают длины 100 см и более, зелёные, стелющиеся или поникающие, покрыты сизоватым налётом.
- Листья: длиной около 20 × 8 мм, очередные, черепитчатые, продолговато-ланцетные, толстые и мясистые, бледно-зелёного или сизоватого цвета с острой верхушкой; черешки отсутствуют.Цветение

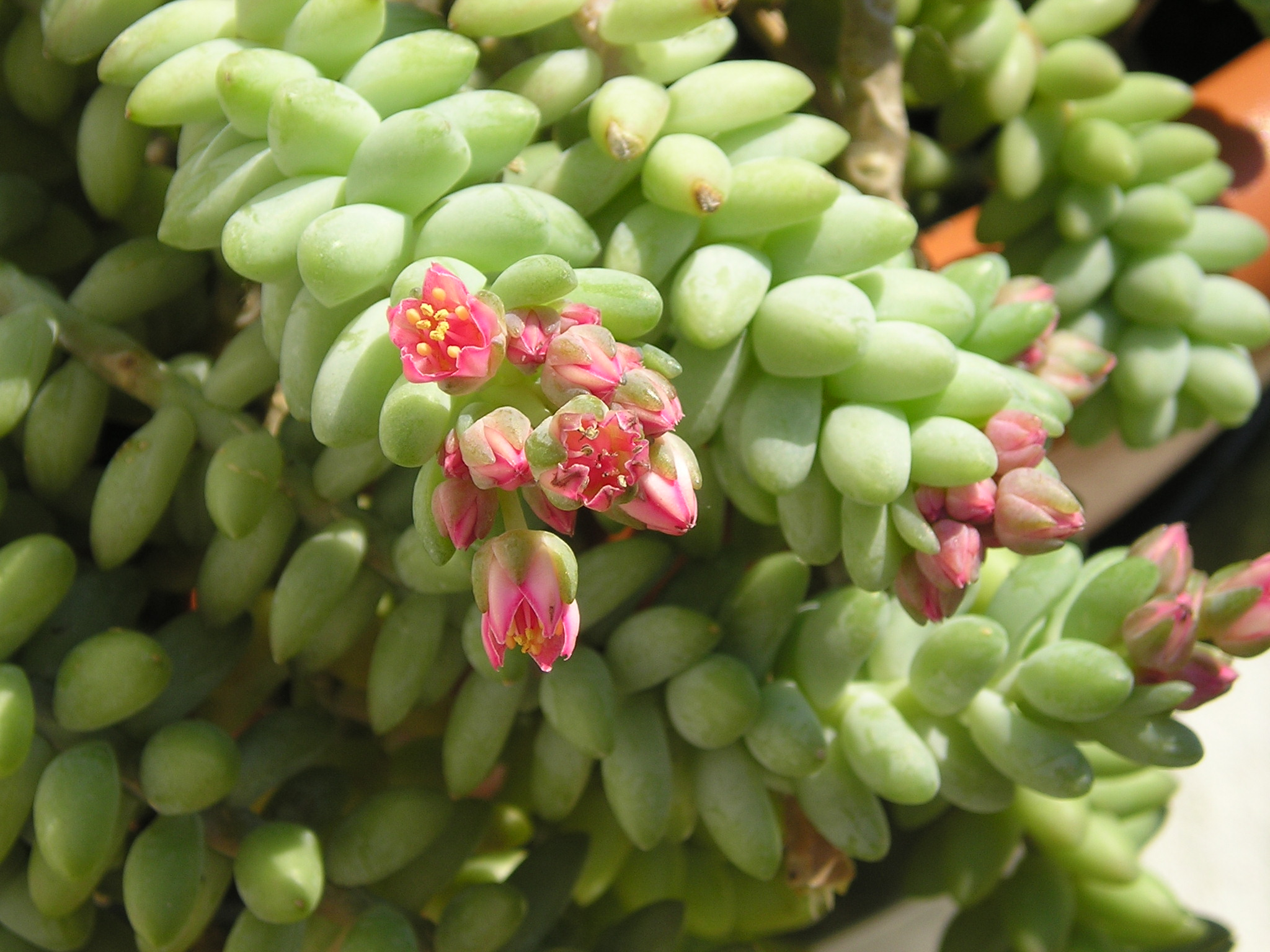
Цветение

- Соцветия: цимозные, с 5–12 цветками.
  - Цветоножки: длиной до 30 мм, тонкие, сизо-зелёные.
  - Чашелистики: длиной 8–9 мм, прямостоячие или прижатые, ланцетной формы, сизо-зелёные с известковым основанием и заострённой верхушкой.
  - Лепестки: длиной 9–11 мм, ланцетные, розовые или красные, с заострённой верхушкой.
  - Тычинки: длиной 8–10 мм.

Плоды: листовки.

## Ареал
Природный ареал являются штаты Веракрус, Пуэбла и Чьяпас в Мексике.

## Таксономия

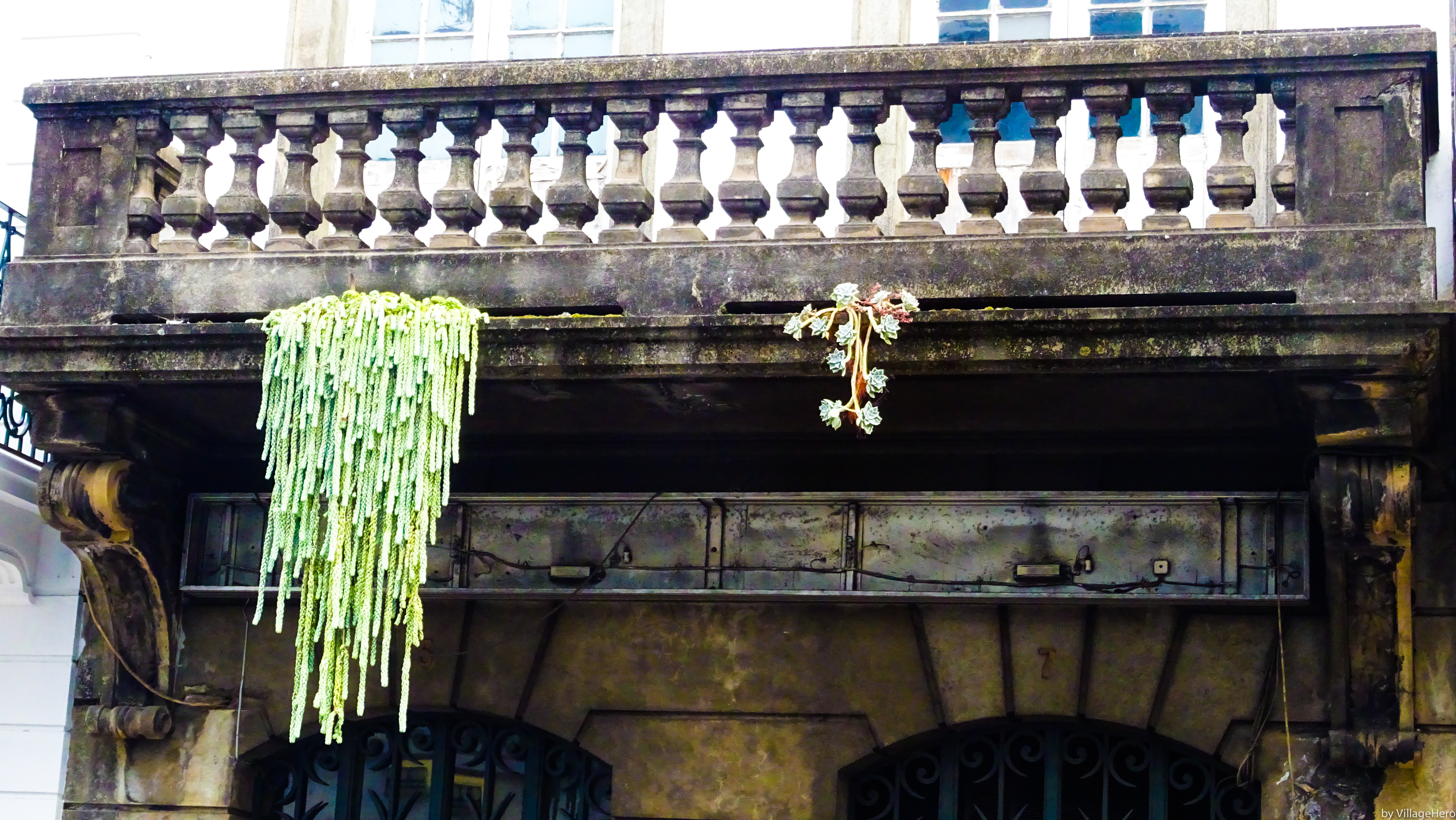

Sedum morganianum E.Walther, первое упоминание в Cact. Succ. J. (Los Angeles) 10: 35 (1938).

## Примечание
1. ↑  Sedum morganianum E.Walther (англ.). www.worldfloraonline.org. Дата обращения: 28 января 2025.
2. 1 2  Sedum morganianum E.Walther | Plants of the World Online | Kew Science (англ.). Plants of the World Online. Дата обращения: 2 ноября 2022. Архивировано 13 ноября 2022 года.